# Бахаме
Бахаме (енгл. The Bahamas), или званично Комонвелт Бахама (енгл. Commonwealth of The Bahamas), познати и као Бахамска острва или Бахами, је острвска држава унутар Лукајанског архипелага Западне Индије у северном Атлантику. Заузима 97% копнене површине Лукајанског архипелага и дом је 88% становништва архипелага. Архипелашка држава се састоји од више од 3.000 острва, пешчаних спрудова и острвца у Атлантском океану, а налази се северно од Кубе и северозападно од острва Хиспањола (подељено између Доминиканске Републике и Хаитија) и острва Теркс и Кејкос, југоисточно од америчке држава Флориде, и источно од Флориде Киз. Главни град је Насау на острву Њу Провиденс. Краљевске одбрамбене снаге Бахама наводе да Бахами обухватају 470.000 km2 океанског простора.
Острва Бахаме су вековима насељавали народ Лукајан, припадници Таино староседелаца који су говорили аравачким језиком. Сматра се да је Кристофор Колумбо био први Европљанин који је видео острва, на свом путу у „Нови свет” 1492. године када се искрцао на Сан Салвадор. Касније су Шпанци отпремили староседеоце и поробили их на Хиспањоли, након чега су острва Бахама углавном била напуштена, у периоду од 1513. до 1648. године, при чему су скоро сви доморовци Бахама били насилно уклоњени ради поробљавања или су умрли од болести које су Европљани донели на острва. Године 1649. енглески колонисти са Бермуда, познати као Ељутерански авантуристи, населили су се на острву Ељутера.
Бахами су постали колонија британске круне 1718. године, када су Британци сузбили пирате и заузели острво. После Америчког рата за независност, британска монархија је преселила хиљаде америчких лојалиста на Бахаме који су са собом повели поробљене људе и оснивали плантаже на Бахамима. Почев од овог периода, поробљени Африканци и њихови потомци су чинили већину становништва, и то се задржало до данас. Британци су 1807. године укинули трговину робовима а ропство на Бахамима је укинуто 1834. године. Након овог периода, Бахами су постали уточиште за ослобођене афричке робове. Краљевска морнарица насељавала је острво са ослобођеним Африканцима са илегалних бродова, а познати су и случајеви насељавања избеглих северноамеричких робова и америчких староседеоца. Познато је да су Бахами давали слободу и поробљеним људима других нација са бродова који су стизали до ове острвске државе.
Држава је стекла своју државну независност 1973. године. Чарлс III је тренутно њен монарх. У погледу бруто домаћег производа по глави становника, Бахами су једна од најбогатијих земаља у Америци, одмах после Сједињених Америчких Држава и Канаде, са економијом заснованом на туризму и офшор финансијама.

## Назив
Назив Бахаме (Bahamas) можда води поријекло од шпанских ријечи baja mar (чита се „баха мар“ — плитко море), а можда од лукајанског имена за острво Велика Бахама, ba-ha-ma („велико горње средње копно“).

## Географија

### Положај
Суседне државе Бахама су: САД, Куба, Хаити и Доминиканска Република. Бахаме чини архипелаг од седамсто острва и острваца који захватају површину од око 259.000 km² Атлантског океана. Површина копна износи 13.878 km². Највеће острво је острво Андрос које се налази на западу државе. На острву Њу Провиденс, које се налази источно од Андроса, налази се главни град Насау у којем живи двије трећине укупног становништва. Поред Андроса и Њу Провиденса, важно је споменути и острво Велики Бахами на сјеверу (гдје је смјештен други највећи град Бахама, Фрипорт) као и острво Инагва на југу државе.

### Клима
| Клима Насауа                                                                    | Клима Насауа | Клима Насауа | Клима Насауа | Клима Насауа | Клима Насауа  | Клима Насауа  | Клима Насауа  | Клима Насауа | Клима Насауа  | Клима Насауа | Клима Насауа | Клима Насауа | Клима Насауа     |
| Показатељ \ Месец                                                               | .Јан.        | .Феб.        | .Мар.        | .Апр.        | .Мај.         | .Јун.         | .Јул.         | .Авг.        | .Сеп.         | .Окт.        | .Нов.        | .Дец.        | .Год.            |
| ------------------------------------------------------------------------------- | ------------ | ------------ | ------------ | ------------ | ------------- | ------------- | ------------- | ------------ | ------------- | ------------ | ------------ | ------------ | ---------------- |
| Максимум, °C (°F)                                                               | 25,4 (77,7)  | 25,5 (77,9)  | 26,6 (79,9)  | 27,9 (82,2)  | 29,7 (85,5)   | 31,0 (87,8)   | 32,0 (89,6)   | 32,1 (89,8)  | 31,6 (88,9)   | 29,9 (85,8)  | 27,8 (82)    | 26,2 (79,2)  | 28,8 (83,9)      |
| Просек, °C (°F)                                                                 | 21,4 (70,5)  | 21,4 (70,5)  | 22,3 (72,1)  | 23,8 (74,8)  | 25,6 (78,1)   | 27,2 (81)     | 28,0 (82,4)   | 28,1 (82,6)  | 27,7 (81,9)   | 26,2 (79,2)  | 24,2 (75,6)  | 22,3 (72,1)  | 24,85 (76,73)    |
| Минимум, °C (°F)                                                                | 17,3 (63,1)  | 17,3 (63,1)  | 17,9 (64,2)  | 19,6 (67,3)  | 21,4 (70,5)   | 23,3 (73,9)   | 24,0 (75,2)   | 24,0 (75,2)  | 23,7 (74,7)   | 22,5 (72,5)  | 20,6 (69,1)  | 18,3 (64,9)  | 20,8 (69,5)      |
| Количина падавина, mm (in)                                                      | 39,4 (1,551) | 49,5 (1,949) | 54,4 (2,142) | 69,3 (2,728) | 105,9 (4,169) | 218,2 (8,591) | 160,8 (6,331) | 235,7 (9,28) | 164,1 (6,461) | 161,8 (6,37) | 80,5 (3,169) | 49,8 (1,961) | 1.389,4 (54,701) |
| Дани са падавинама                                                              | 8            | 6            | 7            | 8            | 10            | 15            | 17            | 19           | 17            | 15           | 10           | 8            | 140              |
| Сунчани сати — месечни просек                                                   | 220,1        | 220,4        | 257,3        | 276,0        | 269,7         | 231,0         | 272,8         | 266,6        | 213,0         | 223,2        | 222,0        | 213,9        | 2.886            |
| Извор: World Meteorological Organization (UN), Hong Kong Observatory (sun only) |              |              |              |              |               |               |               |              |               |              |              |              |                  |

| Јан           | Феб           | Мар           | Апр           | Мај           | Јун           | Јул           | Авг           | Сеп           | Окт           | Нов           | Дец           |
| ------------- | ------------- | ------------- | ------------- | ------------- | ------------- | ------------- | ------------- | ------------- | ------------- | ------------- | ------------- |
| 23 °C (73 °F) | 24 °C (75 °F) | 24 °C (75 °F) | 26 °C (79 °F) | 27 °C (81 °F) | 28 °C (82 °F) | 28 °C (82 °F) | 28 °C (82 °F) | 28 °C (82 °F) | 27 °C (81 °F) | 26 °C (79 °F) | 24 °C (75 °F) |

## Историја
Када је Кристифор Колумбо први пут закорачио на тло Новог свијета, било је то острво Сан Салвадор у југоисточним Бахамама. На острву је затекао индијанско племе Таино, са којима је размијенио поклоне. У то вријеме на територији данашњих Бахама је живјело око 40.000 Индијанаца. Доцније су сви они поробљени, тако да је њихово богато друштво брзо ишчезло.
Први енглески досељеници су населили острва 1650. године, а доласком гувернера Вудса Роџерса 1718. године званично су постала дио Британског царства.
Године 1964. Бахаме су добиле самосталну власт, да би 1973. постали самостална држава. Од тог тренутка у држави је нагло развијен туризам и банкарство, тако да држава данас има трећи по величини бруто домаћи производ по глави становника у западној хемисфери.

## Становништво
Гледано по расној основи, црнци чине око 85% а бијелци око 12% становништва. Службени језик је енглески који разумије скоро цијела популација земље.
Бахамци су врло религиозан народ; земља има највећи број цркава по особи на свијету. Хришћанство је главна религија. Баптистичка црква је доминантна; вјерници ове цркве чине око 32% становништва, а велики број припадника припада англиканској (20%) и католичкој цркви (19%).
Одређени број људи, посебно на јужним и источним острвима, су припадници локалне религије оби, која је слична вудуу. Вуду религија је такође распрострањена али готово искључиво у хаићанској заједници. Прастановници су били Лукајански Индијанци.

## Политика
На челу државе је краљ Чарлс III. Њега на Бахамама представља гувернер-генерал који се бира по препоруци владе. У складу са британском традицијом, извршну власт представља дводомни парламент који се састоји од доњег дома сачињеног од 41 посланика и шеснаесточланог Сената, чије чланове бира гувернер-генерал, укључујући девет по савјету премијера, четири по савјету шефа опозиције и три по савјету премијера у договору са шефом опозиције. Извршну власт чини влада са премијером на челу. Избори се одржавају сваких пет година.
Бахаме су члан Комонвелта.

## Административна подела
Бахаме се састоје од тридесет и једног дистрикта са локалним властима и острва Њу Провиденс којим управља државна влада. Тренутно постоје двадесет и три дистрикта дефинисана 1996. године и осам дистрикта додатих 1999. године.

## Привреда
Бахама има стабилну и растућу привреду која зависи од туризма и банкарства. Туризам чини више од 60% бруто домаћег производа и у њему је запослена скоро половина радне снаге. Раст туризма је проузроковао нагли пораст броја нових хотела и прихватилишта за туристе.

### Саобраћај
Значајније морске луке за међународни саобраћај су Фрипорт и Насау.

## Култура
Култура Бахама је спој афричке, европске и других култура. Вјероватно најпрепознатљивији културни облик Бахама је улична парада џанкану (junkanoo).